# Велика Пештера
Велика Пештера је пећина дужине 193m, денивелације 11m, позната и под називом Велика Пештера Кашајне.
Пећина се налази у северном делу Џервинске греде, у атару Петровог Села, општина Кладово. Речица Велика Пештера, дужине 900m, површине слива 0,5km², тече по протерозојским гнајсевима текијског кристалина и на 370 м.н.в. понире горњојурске кречњаке Џервинске греде. У главном каналу понире и поново извире кроз малу пећину испод низводног кречњачког одсека, на контакту са доњокредним пешчарима и глинцима.
Дужина главног канала је 129m, одликује се усеченим ерозионим терасама и великим количинама наноса, док пећинског накита готово да нема.